# Obwodnica Ełku
Obwodnica Ełku – droga omijająca miasto Ełk, znajdująca się w ciągu drogi krajowej nr 16 i drogi wojewódzkiej nr 621.

## Historia budowy

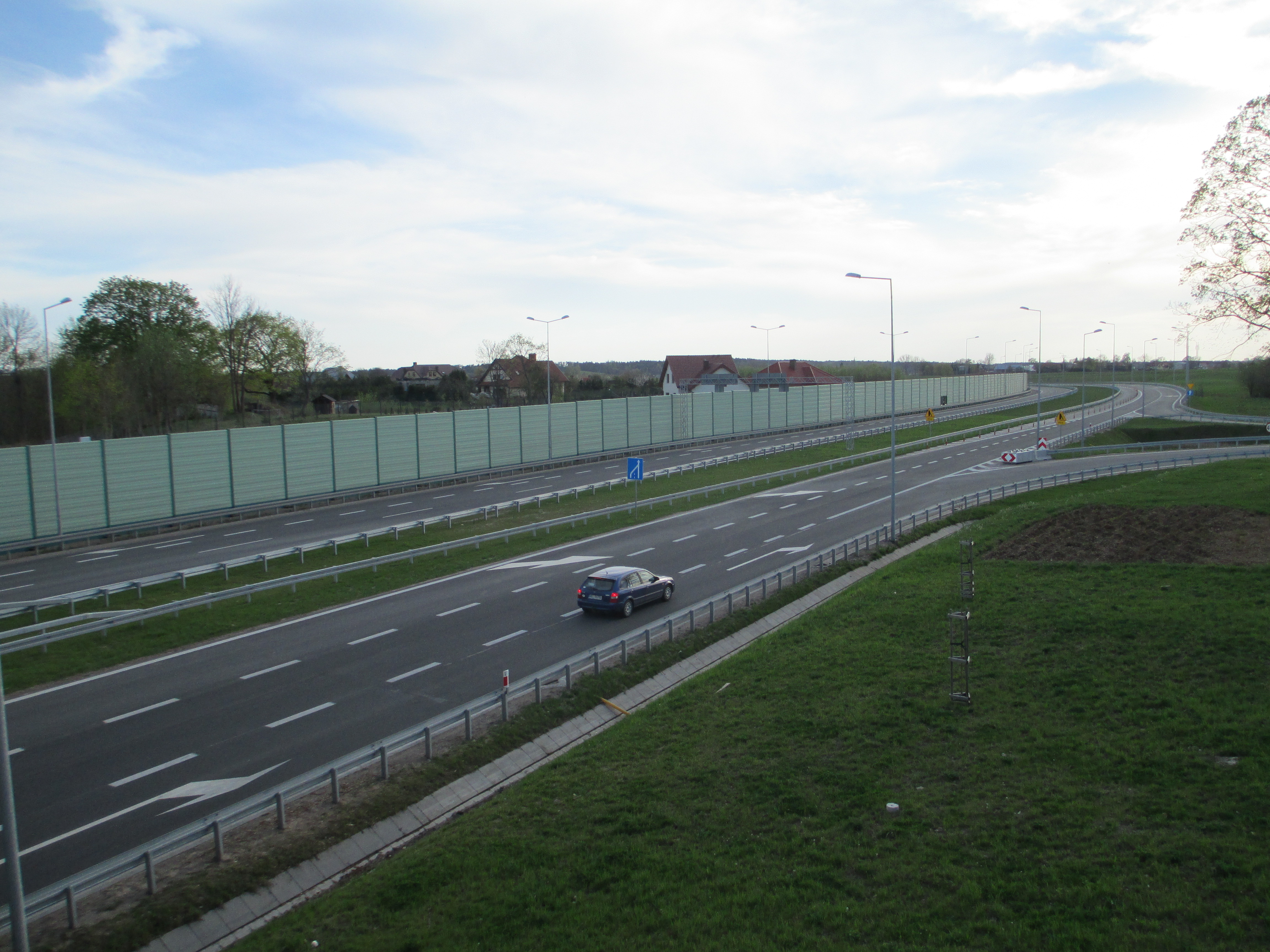
Obwodnica Ełku znad wiaduktu

Budowa ełckiej obwodnicy rozpoczęła się w 2004 roku i została podzielona na 5 etapów. Odcinek I znajduje się w ciągu ulicy Przemysłowej, długość odcinka 3,8 km. Odcinek II o długości 1,7 km biegnie od ronda przy ulicy Suwalskiej do ulicy Kolonia. Odcinek III i IV został wybudowany w latach 2011–2012, zawiera najwięcej trudnych obiektów inżynierskich: most, wiadukt kolejowy, pięć wiaduktów drogowych oraz przepust zwierząt. Oddany do użytku 23 lipca 2012. Długość odcinka 4,76 km. Całkowity koszt 128.836.509,89 zł. Projekt współfinansowany ze środków Europejskiego Funduszu Rozwoju Regionalnego w ramach Programu Operacyjnego Rozwój Polski Wschodniej 2007–2013. Zaś V etap zrealizowano w 2005 roku, wykonano przebudowę ronda u zbiegu ulic Grajewskiej, Kilińskiego i Przemysłowej, oświetlenie, kanalizacje deszczową, dobudowaną nową nitkę drogi na ulicy Grajewskiej wraz z budową chodnika i ścieżki rowerowej.

## Cel obwodnicy
Tranzyt osobowych i ciężarowych pojazdów samochodowych odbywa się całkowicie poza centrum miasta i tylko na ul. Grajewskiej włączony jest w ruch lokalny (komunikacja z os. Jeziorna). Do momentu oddania całości obwodnicy uciążliwy ruch tranzytowy odbywał się ulicami 11 Listopada, Sikorskiego, Łukasiewicza i Suwalską.

## Dane techniczne dla poszczególnych odcinków

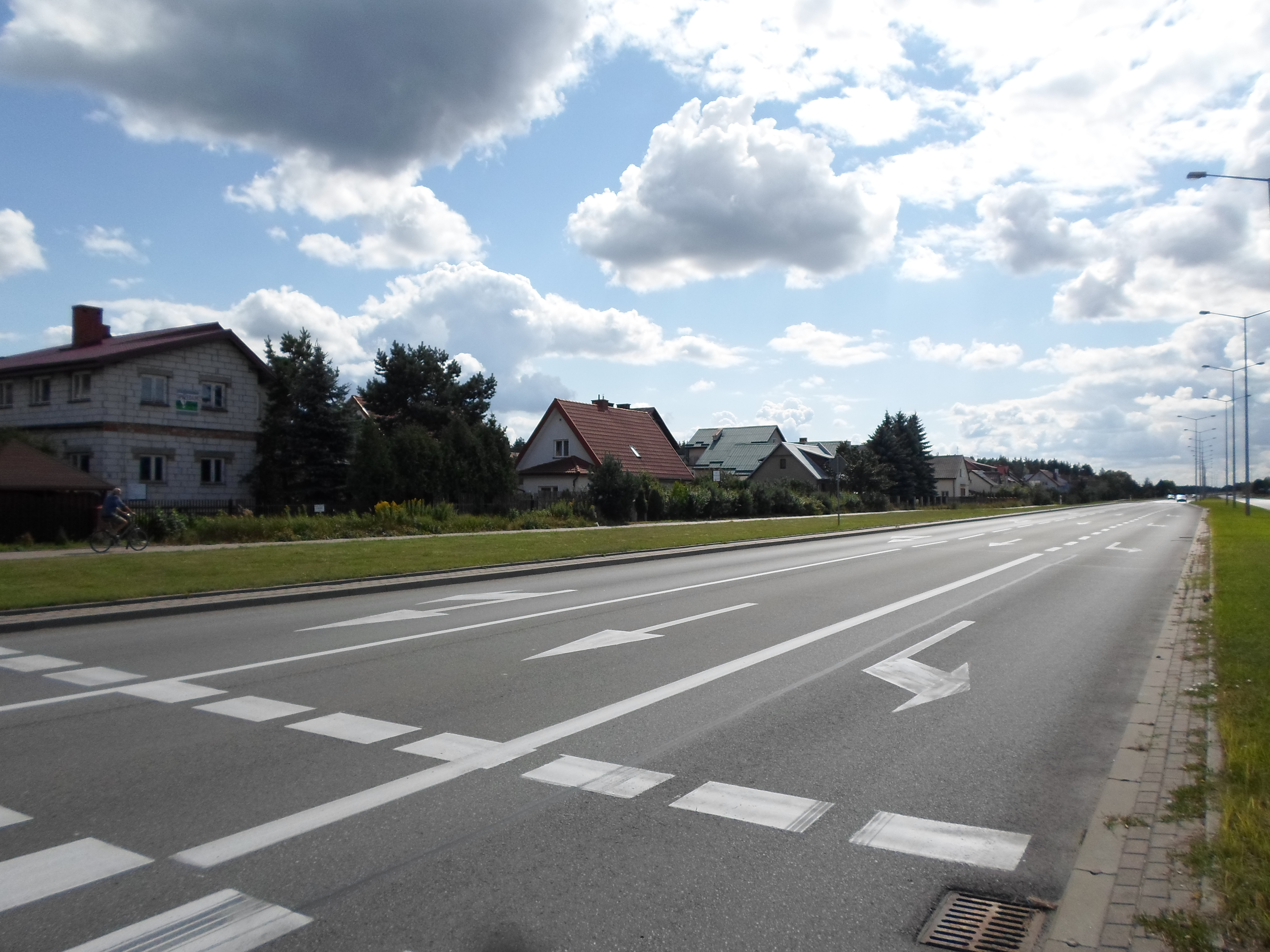
Odcinek I, południowo-wschodni - ulica Przemysłowa

### Odcinek I
- przekrój poprzeczny 2*2, pas dzielący jezdnie
- prędkość miarodajna 70 km/h

### Odcinek II
- przekrój poprzeczny 1*2 (pas ruchu 3,5m, asfaltowe pobocze 1,5m)
- prędkość miarodajna 90 km/h

### Odcinek III
- klasa GP
- prędkość proj. 70 km/h, prędkość miarodajna 90 km/h
- dopuszczalne obciążenia nawierzchni – 115 kN/oś
- przekrój poprzeczny 2*2, docelowo 2*3 (pas ruchu 3,5m, pas awaryjny 2,5m, pas dzielący jezdnie 12,0m)
- kategoria ruchu KR6
- węzeł drogowy "Ełk- Kajki" typ WB
- węzeł drogowy "Ełk -Kolonia" typ WB

### Odcinek IV
- klasa GP

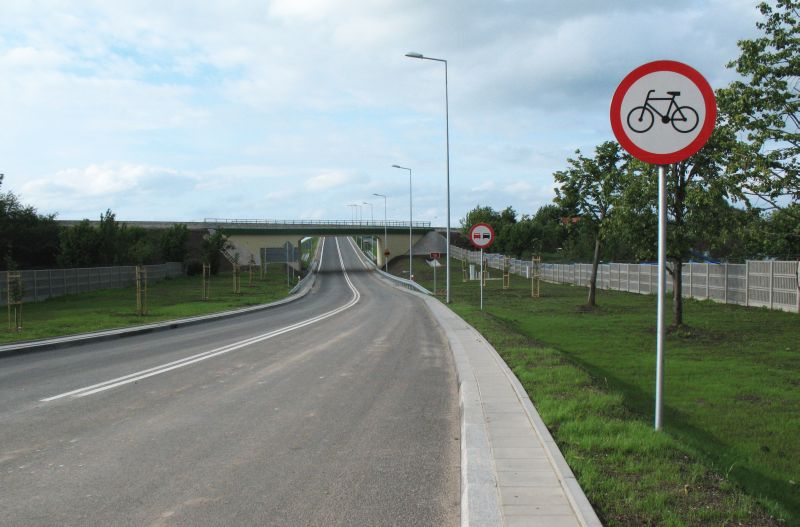
Odcinek IV - wjazd na obwodnicę od strony północno-zachodniej

- prędkość proj. 60 km/h, prędkość miarodajna 70 km/h
- dopuszczalne obciążenia nawierzchni – 115 kN/oś
- przekrój poprzeczny 1*2 (pas ruchu 3,5m)
- kategoria ruchu KR5

### Odcinek V
- przekrój poprzeczny 2*2, pas dzielący jezdnie
- prędkość miarodajna 50 km/h